# Henri Baruk
Henri Baruk (* 15. August 1897 in Saint-Avé, Département Morbihan; † 14. Juni 1999 in Saint-Maurice (Val-de-Marne)) war ein französischer Psychiater und Direktor der Nervenheilanstalt Saint-Maurice (Charenton).

## Leben und Werk
Er wurde in Saint-Avé geboren, wo sein Vater Jacques Baruk ebenfalls Psychiater und Direktor des Asyls von Lesvellec war. Später war er in gleicher Funktion in Sainte-Gemmes-sur-Loire bei Angers im Département Maine-et-Loire, wo Baruk seine Kindheit praktisch in der Anstalt verbrachte. Als Sanitäter (médicine auxiliaire) im 12. Infanterieregiment nahm er am Ersten Weltkrieg teil und wurde für seine Tapferkeit mit dem Croix de guerre ausgezeichnet. Im Medizinstudium absolvierte er seine Praxisjahre („internat“, „clinicat“) bei Henri Claude an der Klinik Sainte-Anne in Paris, und ab 1932 wurde er Chefarzt der Nervenheilanstalt Saint-Maurice, bekannter unter dem Namen Charenton. Daneben war er Professor an der Medizinischen Fakultät der Universität Paris, wo er 1950 sein verbreitetes Lehrbuch Précis de Psychiatrie herausgab. Weitere bekannte Lehrbücher waren Psychoses et neuroses (zuerst 1946) und Therapeutiques psychiatriques (zuerst 1955). Er war der originelle Vertreter und scharfzüngige Verkünder der Psychiatrie Morale, die sich direkt auf moralische und philosophisch-religiöse Werte berief. Hier war er ein entschiedener Gegner der Freudschen Psychoanalyse – Baruk war überzeugter Jude (vertieft durch seine Erlebnisse im Zweiten Weltkrieg) und ein außergewöhnlicher Kenner der Tora. Gleichzeitig war er aber auch an der Erforschung der Wirkung von Psychopharmaka und experimentellen Forschungen, z. B. zur Katatonie, interessiert. Hier ist er der Gründer der „Société Moreau de Tours“ (benannt nach einem französischen Psychiater, der durch die Erforschung der Wirkungen von Marihuana ein Pionier in der Anwendung von Psychopharmaka war). In der Psychiatrie war er ein Gegner von Behandlung mit Elektroschocks, irreversiblen chirurgischen Eingriffen (wie Lobotomie) und der häufigen Gabe von Psychopharmaka wie Neuroleptika und Antidepressiva. Auch der Tendenz schneller Entmündigung von Patienten versuchte er gegenzuwirken. Er ist der Verfasser zahlreicher Schriften, u. a. über die Geschichte der französischen Psychiatrie (La psychiatrie française de Pinel à nos jours 1967) und die Geschichte der jüdischen Medizin, ein Gebiet, auf dem er als großer Fachmann galt. Über einige seiner Fälle schrieb er in Des hommes comme nous, 1976 (englisch Patients like us 1978). Noch als über 100-Jähriger behandelte er Patienten. Er liegt im Familiengrab in Ange begraben.